# Наяры
Наяры, Найяры — альянс индийских каст, охарактеризованный антропологом Кэтлин Гоф как «не единая группа, но скорее так называемая категория каст». Наиры включают в себя несколько каст и множество подкаст, не все из которых изначально именовались «наирами». Эти люди жили в далёком прошлом — и продолжают жить сейчас в регионе, являющемся современным индийским штатом Керала. Антрополог Кристофер Фуллер полагает, что одно из первых упоминаний наиров содержится в «Естественной истории» римлянина Плиния Старшего (77 в. н. э.). Плиний вскользь упоминает 
Нареев (Nareae), запертых в горах Капиталис (Capitalis) - высочайшем хребте между Индийских гор.
 Фуллер пришёл к выводу, что Капиталис — это Западные Гхаты, а нереи — это наиры. В I—XII веках н. э. в Керале царствовала династия Чера (Chera), которая в III столетии интенсивно торговала с Римом. Наиры прославились своей любовью к свободе и воинской доблестью.

## Обычаи наиров
Системы внутрикастовых взаимоотношений заметно отличаются друг от друга у жителей северных и южных областей региона (хотя достоверной информации о северных наирах немного). Наиры с древних времён жили большими кланами, называемыми тхаравадами, которые объединяли потомков от одного общего предка женского пола. Наследование в тхаравадах велось по женской линии. Эти кланы, так же как и их нетипичные брачные обычаи (которые более уже не практикуются), представляющие собой форму гостевого брака, были хорошо изучены исследователями XVIII—XIX веков. Хотя некоторые детали могут несколько различаться в тех или иных регионах, главные брачные обычаи, представляющие интерес для исследователей наиров, идентичны: существует два отдельных ритуала — предпубертатный «тхаликетту-кальянам» и более поздний «самбандам», а также практика полигамии в некоторых областях. Некоторые женщины-наирки практикуют гипергамию с брахманами из числа «намбудири» Малабарского региона.
Любопытно, что наирские кланы поклоняются змеям, считая их хранителями кланов. Поклонение змеям, дравидский обычай, настолько распространён в регионе, что один антрополог отмечал: «ни в одной другой части мира поклонение змеям не является более серьёзным, нежели в Керале». Священные рощи змей были обнаружены этнографами в юго-западных участках почти на всех территориях проживания наиров.
Примечательно, что воинская доблесть наиров издавна сочеталась с массовым вегетарианством. В настоящее время вегетарианство уже почти не соблюдается наирами.

## Вехи наирской истории
Славнейшим из достоверных наирских государей считается Рама Варма Кулашекхара (1020—1102) из династии Чера. На протяжении многих веков упорные и воинственные наиры (найяры) доминировали в Керале, участвуя во множестве военных кампаний. В битве при Кулачеле (1741 год) голландские колониальные войска были разгромлены наирской пехотой (Nair Pattalam) из Траванкора, которой командовал правитель Мартханда Варма.

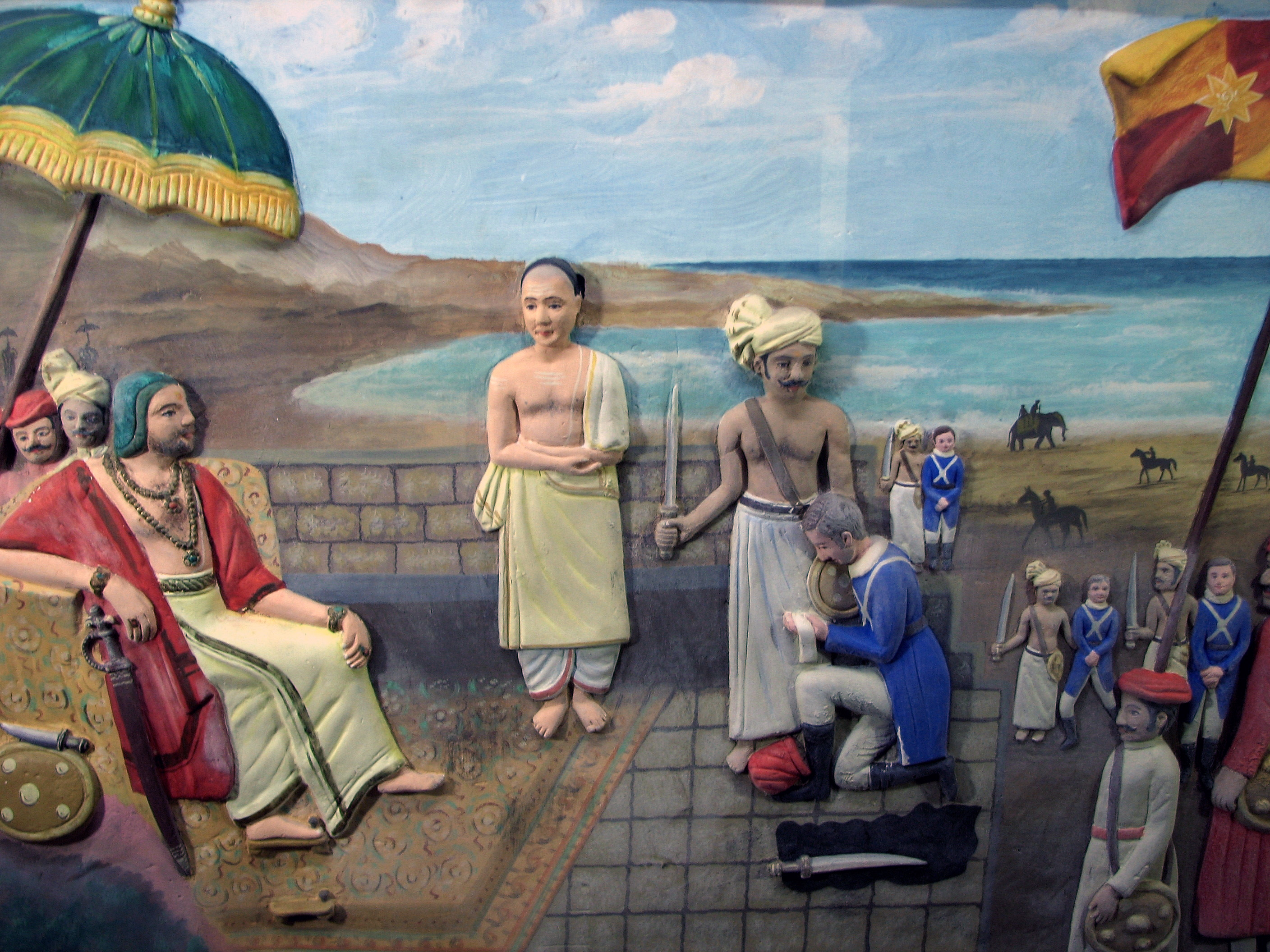
Голландский командующий Эсташ де Ланнуа (De Lannoy) сдаётся Мартханде Варме в битве при Колачеле

Во второй половине XVIII века на территории всей Южной Индии развернулись сражения Англо-Майсурских войн, которые вели против британцев майсурский правитель Хайдер Али и его сын и преемник Типу Султан (оба — мусульмане). В 1792 году Типу Султан принуждён был уступить британцам округ Малабар (северная половина современной Кералы). Британцы заключили также договоры с правителями Кочина (1791 год) и наирского Траванкора (1795 год) об их присоединении к Британской Индии, при сохранении некоторой автономии. Малабар же стал частью Мадрасского президентства. Во время британского правления на территории Кералы нередки были протесты и организованные восстания, где «первую скрипку» играли свободолюбивые наиры.

В 1809 году британцы ограничили для наиров возможность службы в колониальной Индийской армии. 
С давних времён наирские воины были вооружены мечом и небольшим круглым щитом. Наиры создали систему боевого искусства Калари-Пайяту — это одно из древнейших боевых искусств. Наирские мальчики обучались боевому искусству с 9-летнего возраста!
 — пишет Гуру Балачандран Наир (Guru Balachandran Nair), глава Наирского ашрама штата Керала (2011 г.) 
«Защищай коров и брахманов!» — таково было единственное наставление, которое фехтовальный учитель делал молодому наиру, вручая ему свой меч.
 — писал французский географ Элизе Реклю. 
Наиры храбро сражались — однако, несмотря ни на что, англичане взяли верх. Они истребляли наших воинов — и боевое искусство ушло в деревни!
 — повествует о превратностях наирской судьбы Гуру Балачандран Наир.
После провозглашения независимости Индии Наирская бригада из состава вооружённых сил туземного княжества Траванкор была присоединена к армии Индийской республики и стала частью 9-го батальона Мадрасского полка — старейшего батальона в Индийской армии.

## Наирские династии
Фамильные титулы наирских князей:
- Ачан (Achan),
- Kaртa (Kartha),
- Kaймал (Kaimal),
- Maннадьяр (Mannadiar) — все в Кочине — и
- Meнон (Menon)[7] в Малабаре.